# Battaglia dell'Ellesponto
La battaglia dell'Ellesponto fu uno scontro navale avvenuto nello stretto dei Dardanelli nel luglio 324 tra le flotte degli imperatori Costantino I e Licinio, in lotta per il predominio assoluto sull'Impero romano. La vittoria della flotta di Costantino, guidata dal figlio Crispo, permise al signore della parte occidentale dell'impero di passare lo stretto con le sue truppe e di attaccare il suo rivale in oriente.

## Contesto storico
La pace tra Costantino I e Licinio durava ormai da sette anni (dal 317). I figli del primo (Crispo e Costantino II) e del secondo (Valerio Liciniano Licinio) erano stati fatti cesari dai rispettivi padri. Fu però nel corso del 323 che un'invasione di Goti, mise in crisi il nuovo sistema (fondato ora su una nuova forma di tetrarchia: due augusti e uno o due cesari per parte). I territori invasi, la Mesia, ricadevano nella sfera d'influenza dell'augusto d'Oriente, Licinio, ma contro i barbari lì entrati intervenne Costantino. Questo il casus belli che scatenò l'ultima fase della guerra civile dell'anno successivo.
Dopo essere stato sconfitto nella battaglia di Adrianopoli (3 luglio), Licinio si ritirò verso la penisola anatolica, contando di bloccare l'avanzata di Costantino con le poche migliaia di truppe a sua disposizione, mentre la sua flotta, comandata da Abanto, avrebbe impedito alla meno numerosa flotta di Crispo, salpata dal Pireo, di sbarcare alle sue spalle.

## Battaglia

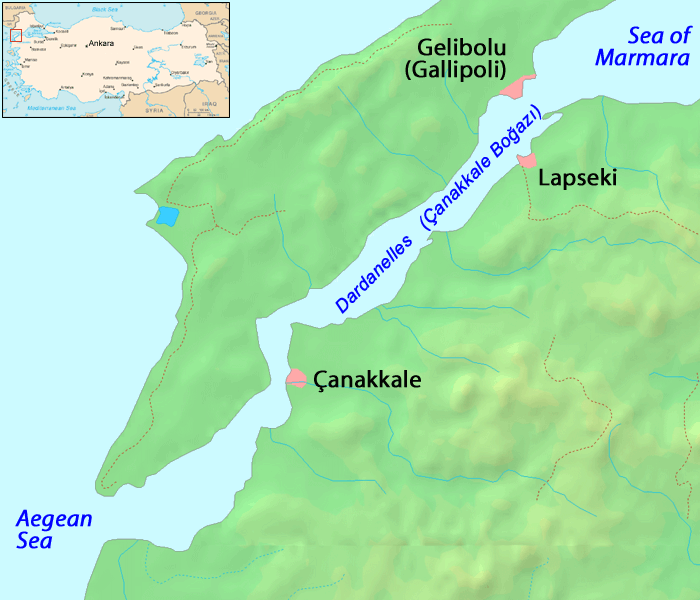
Lo stretto dei Dardanelli, scenario della battaglia; Crispo decise di ridurre il numero delle sue navi per permettere loro di manovrare meglio, mentre le numerose navi di Licinio si intralciarono a vicenda

Mentre Costantino rinchiudeva e assediava Licinio a Bisanzio, Crispo (figlio di Costantino e cesare), a capo della flotta, ricevette l'ordine di portarsi prima all'imboccatura dell'Ellesponto (oggi stretto dei Dardanelli), e poi di forzare il blocco nemico. Decise di far entrare nello stretto solo 80 delle sue triacontere, le migliori sul mare ricorda Zosimo; Abanto, al contrario, volle schierare 200 navi, in modo da essere certo di poter circondare la flotta avversaria. La scelta di Abanto si dimostrò errata, in quanto le sue navi si intralciarono a vicenda, urtandosi tra loro per l'elevato numero in uno spazio tanto stretto ed avanzando così verso il nemico in modo disordinato; al contrario quelle di Crispo poterono manovrare meglio, affondando molte navi avversarie. Il calare della notte pose fine alla battaglia: Abanto si ritirò con alcune navi ad Aianton, altre trovarono rifugio ad Eleunte, in Tracia.
Il giorno successivo, spirando il vento da nord, Abanto esitò in un primo momento a schierare la flotta per l'attacco; Crispo portò all'interno dello stretto tutta la sua flotta, mettendo in difficoltà Abanto. Verso mezzogiorno il vento cambiò, spirando ora da sud e spingendo alcune navi di Abanto, prossime alla riva asiatica contro la costa, alcune facendole arenare, altre affondandole contro gli scogli (si parla di 130 navi andate distrutte oltre all'equipaggio, quantificato da Zosimo in 5 000 uomini); Abanto si salvò raggiungendo la riva a nuoto dopo aver visto colare a picco la propria nave e mettendosi in salvo con sole 4 imbarcazioni. La flotta di Crispo completò l'opera, affondando tutte le restanti navi nemiche.

## Conseguenze
La vittoria di Crispo permise a Costantino di ricevere i rifornimenti necessari per continuare l'assedio di Bisanzio, in quanto i fanti assediati in questa città, una volta abbandonati dalla flotta, preferirono imbarcarsi e fuggire ad Eleunte. Licinio, dopo aver radunato un nuovo esercito in Asia, venne infine sconfitto definitivamente il 18 settembre nella battaglia di Crisopoli, atto che decretò Costantino unico signore dell'impero.